# Ahuna Mons

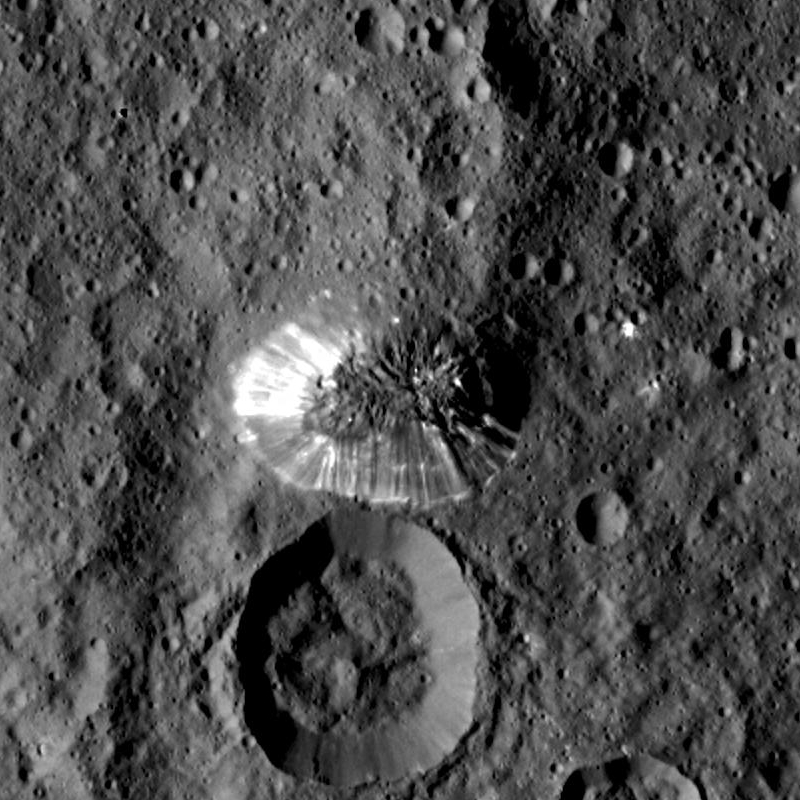
Pohled na Ahuna Mons na povrchu Cerery

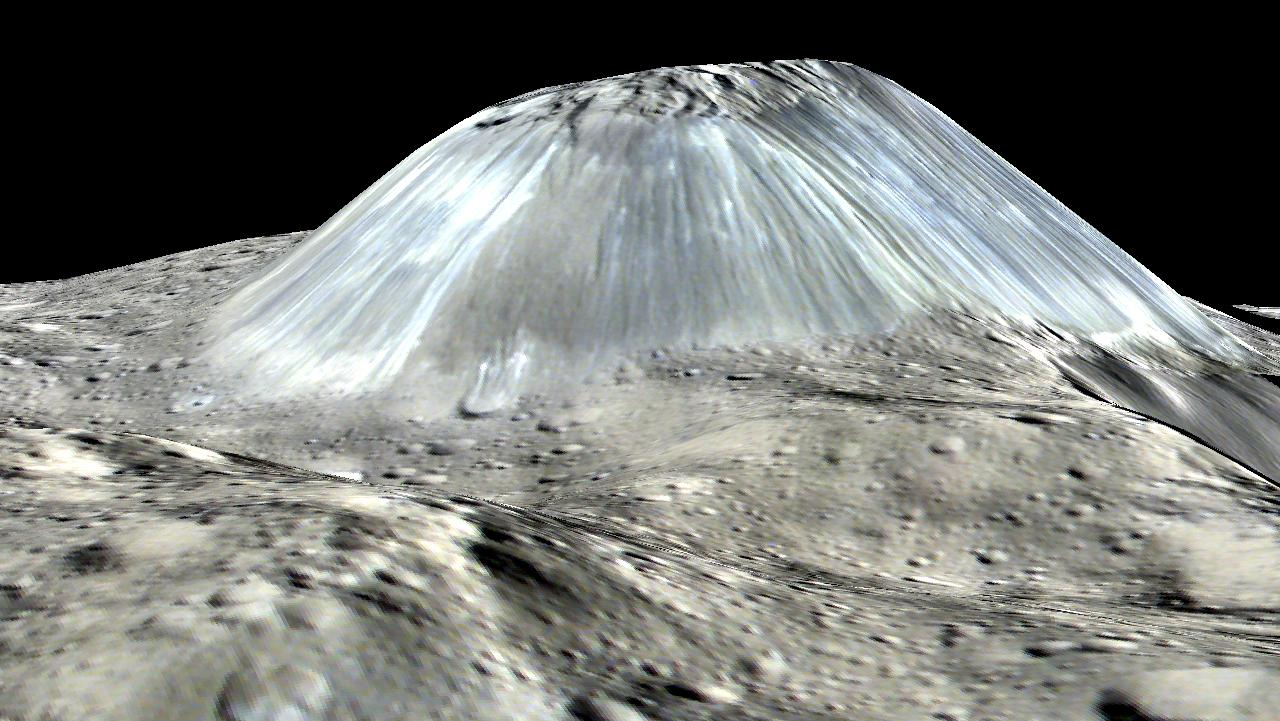
Počítačem generovaný obrázek Ahuna Mons, výškové převýšení zvětšeno dvakrát.

Ahuna Mons je největší hora nacházející se na povrchu trpasličí planety Cerery. Hora se tyčí průměrně 4 kilometry nad okolní relativně hladké pláně, maximální převýšení místy dosahuje 5 kilometrů. Na povrchu Cerery se jedná o ojedinělou takto vysokou horu. Hora má základnu o šíři přibližně 17 kilometrů. Na vrcholku se nachází řada tektonických prasklin, na svazích pak stružky a akumulovaný materiál svědčící o probíhajících svahových procesech. Na úbočí hory jsou přítomny také světlé proužky, o kterých se vědci domnívají, že jsou tvořeny směsí solí, podobně jako světlé skvrny v impaktním kráteru Occator.

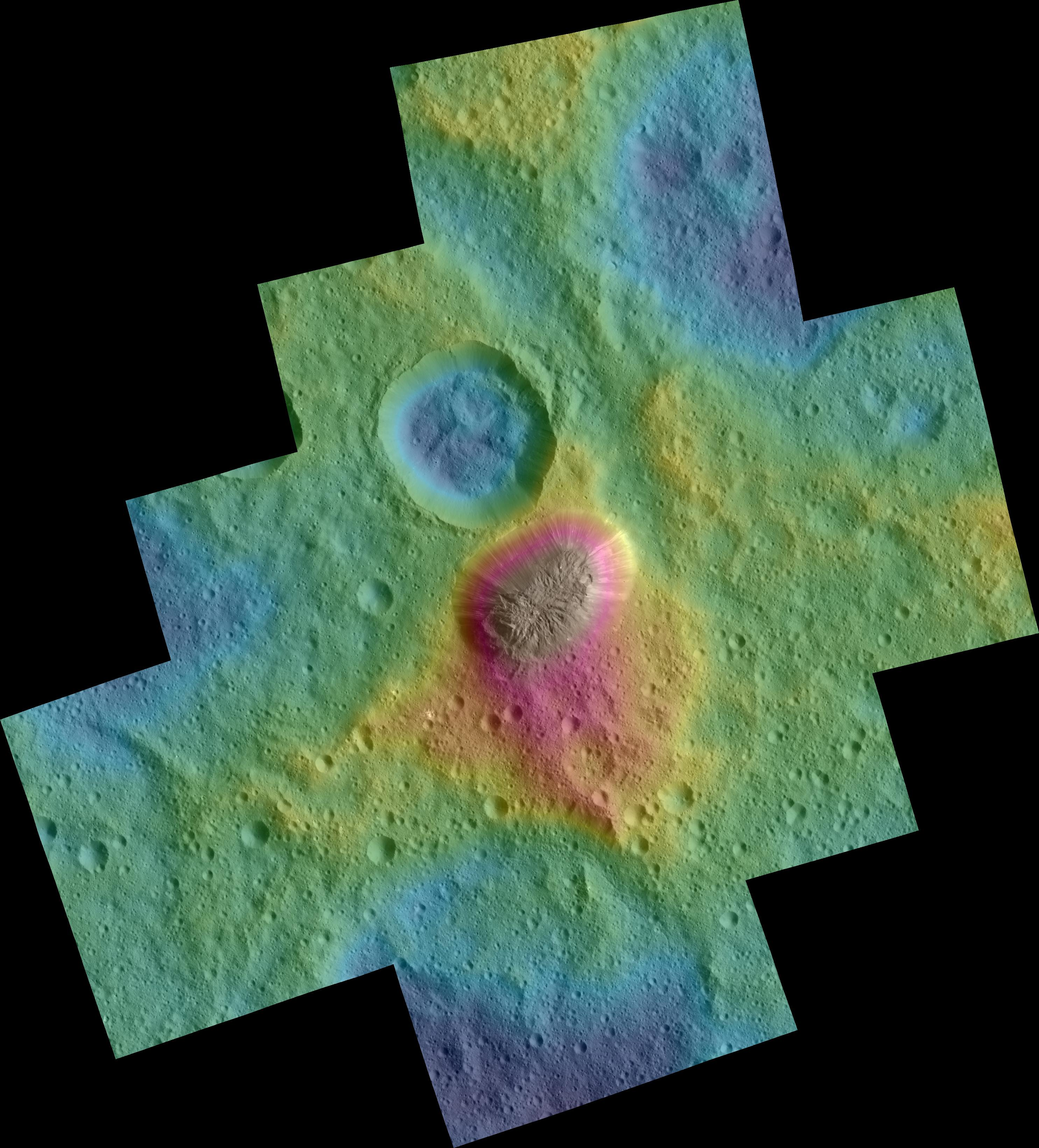
Topografický snímek části povrchu Cerery, kde se nachází Ahuna Mons

Předpokládá se, že celá hora vznikla jako výsledek kryovulkanismu. K roku 2017 se tak jedná o ke Slunci nejbližší známý kryovulkán nalezený ve sluneční soustavě.
Hora Ahuna Mons byla objevena v roce 2015 na základě snímků povrchu Cerery, který pořídila americká sonda Dawn. Nachází se přibližně na opačné polokouli než leží velký impaktní kráter Kerwan, což vedlo vědce k úvahám, že by vznik této hory mohl být spojen se seismickou energií uvolněnou během impaktu. Odhad stáří hory za pomoci počítání počtu impaktních kráterů naznačuje, že se jedná o relativně mladý útvar v řádů stovek miliónů let. Ahuna Mons byla pojmenována po tradičním posklizňovém festivalu Ahuna, který slaví indické etnikum Sumi Naga.